# Wickstadt
Wickstadt ist ein zum Stadtteil Assenheim gehöriges Dorf oder eine Gehöftgruppe im Gebiet der Stadt Niddatal im Wetteraukreis in Hessen.

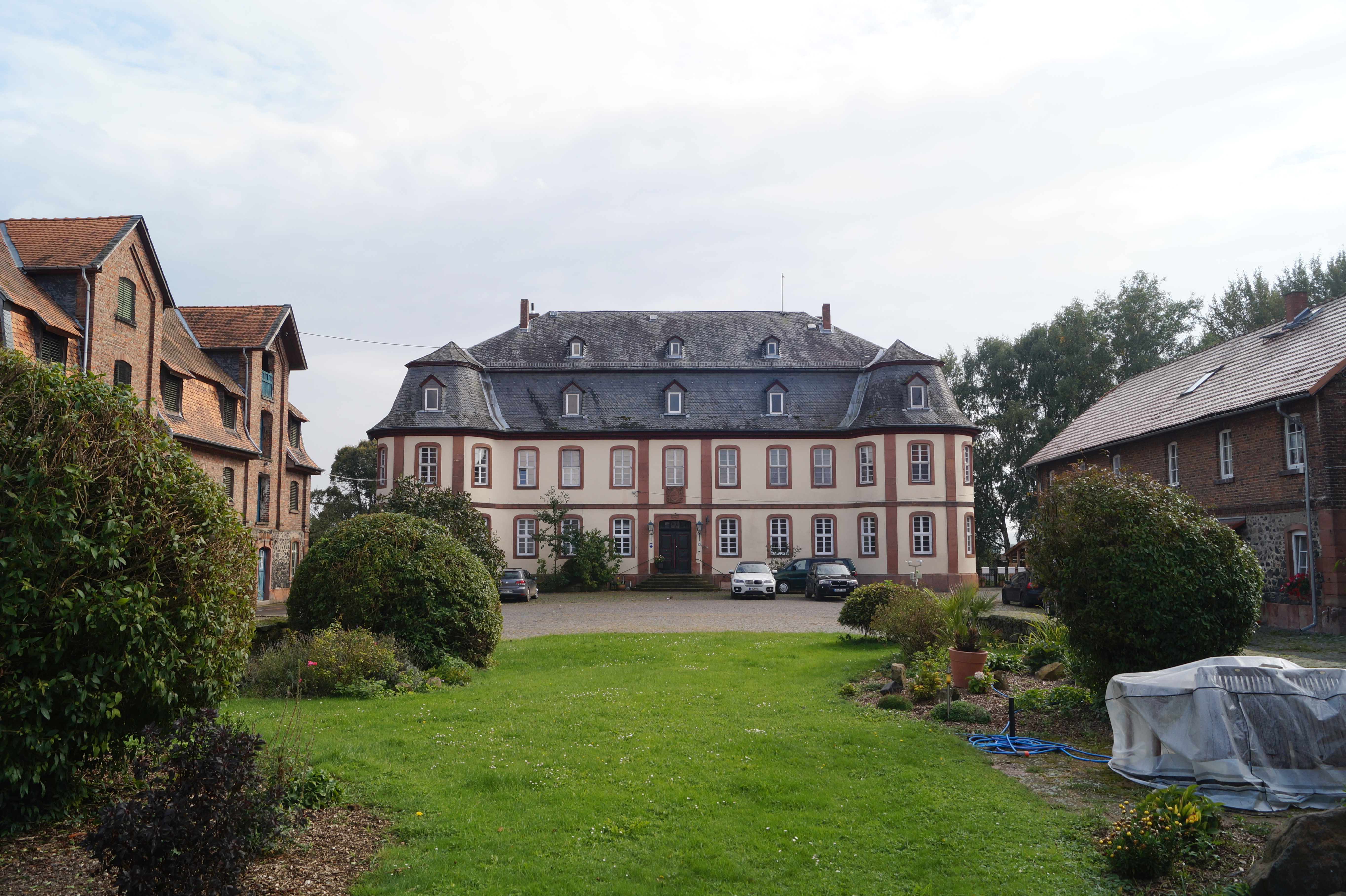
Ehemaliger Klosterhof, heute Domäne der Grafen von Solms-Rödelheim-Assenheim

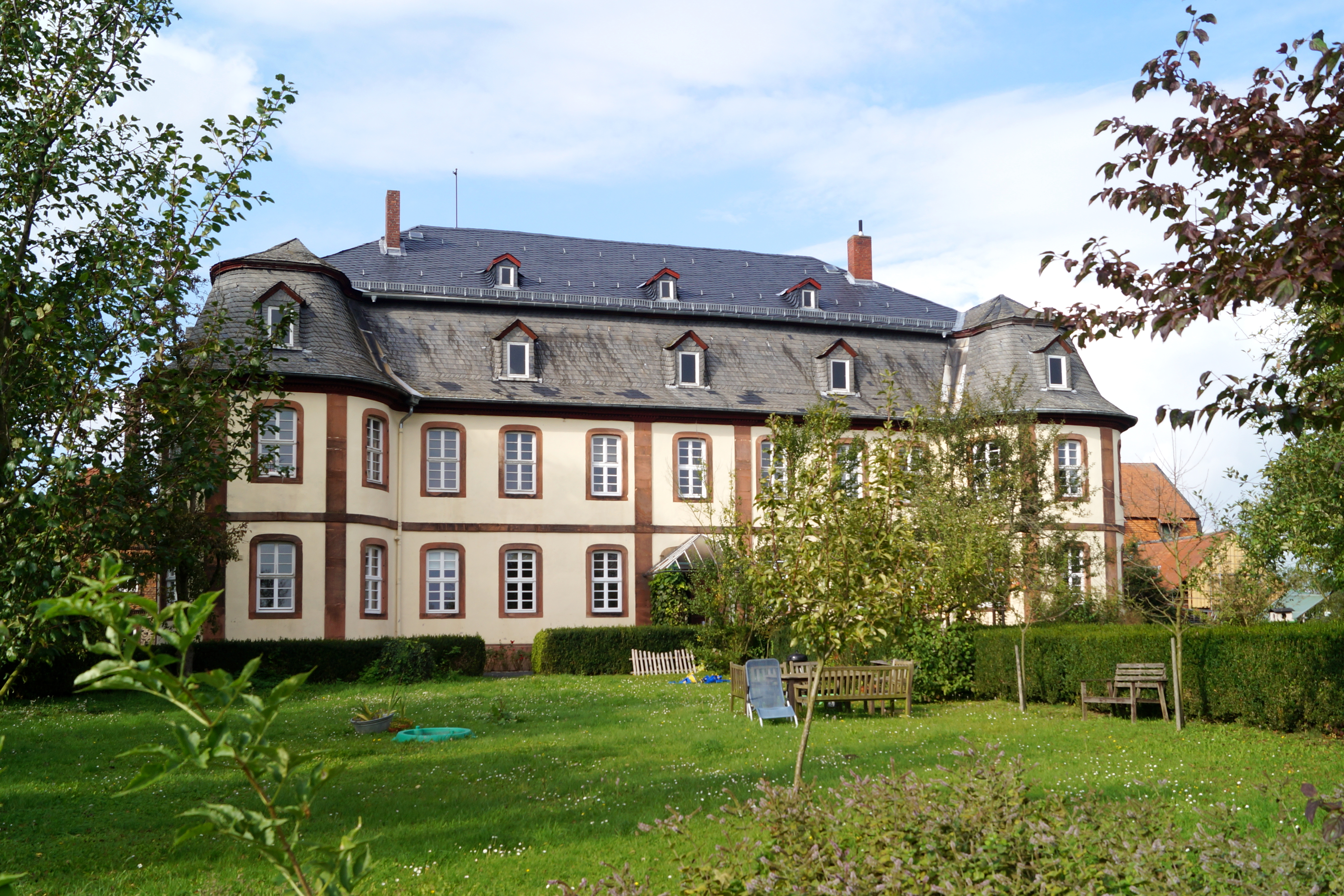
Herrenhaus des Hofgutes, Gartenseite

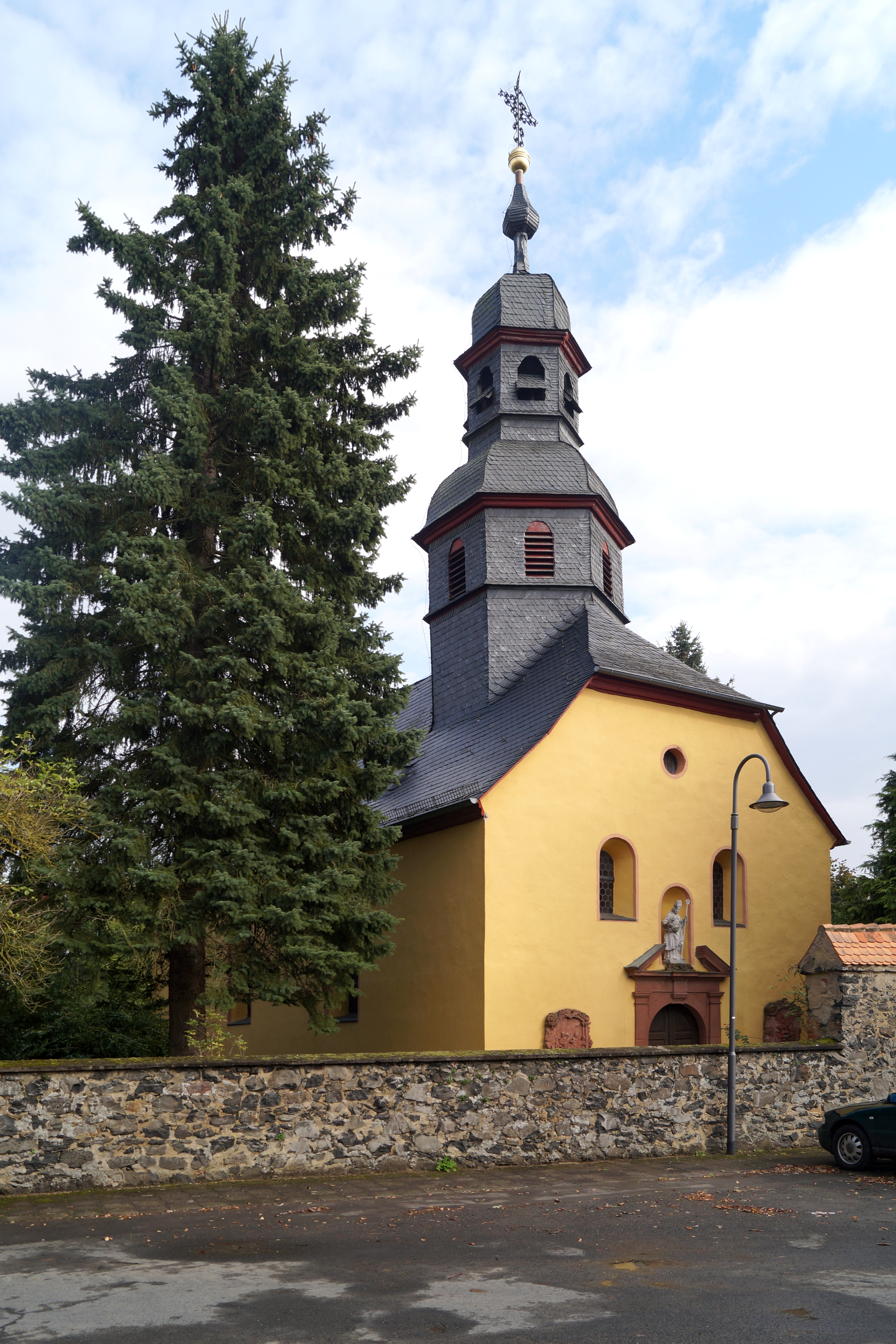
Katholische Pfarrkirche St. Nikolaus

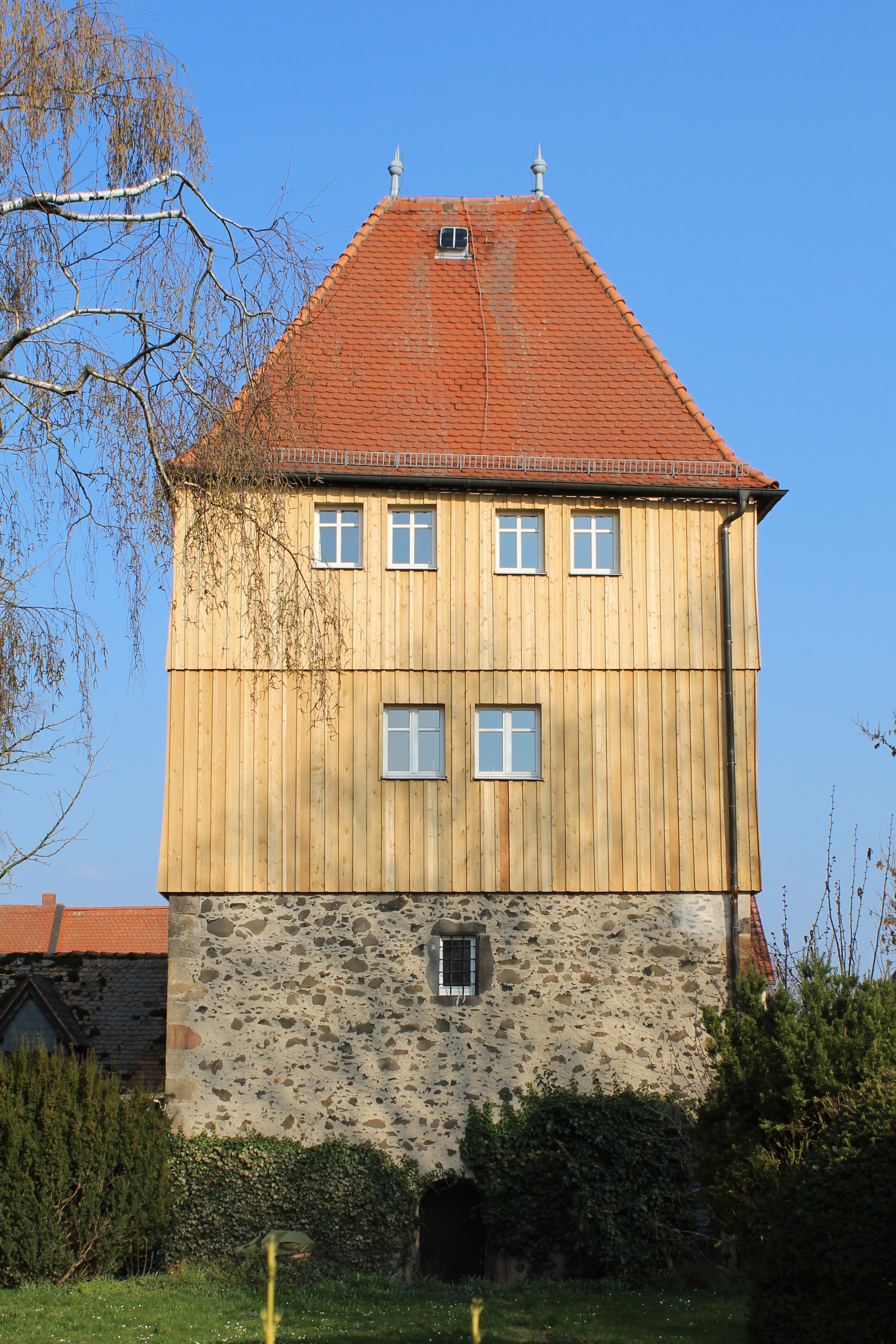
Pfortenturm, historischer Turmspeicher

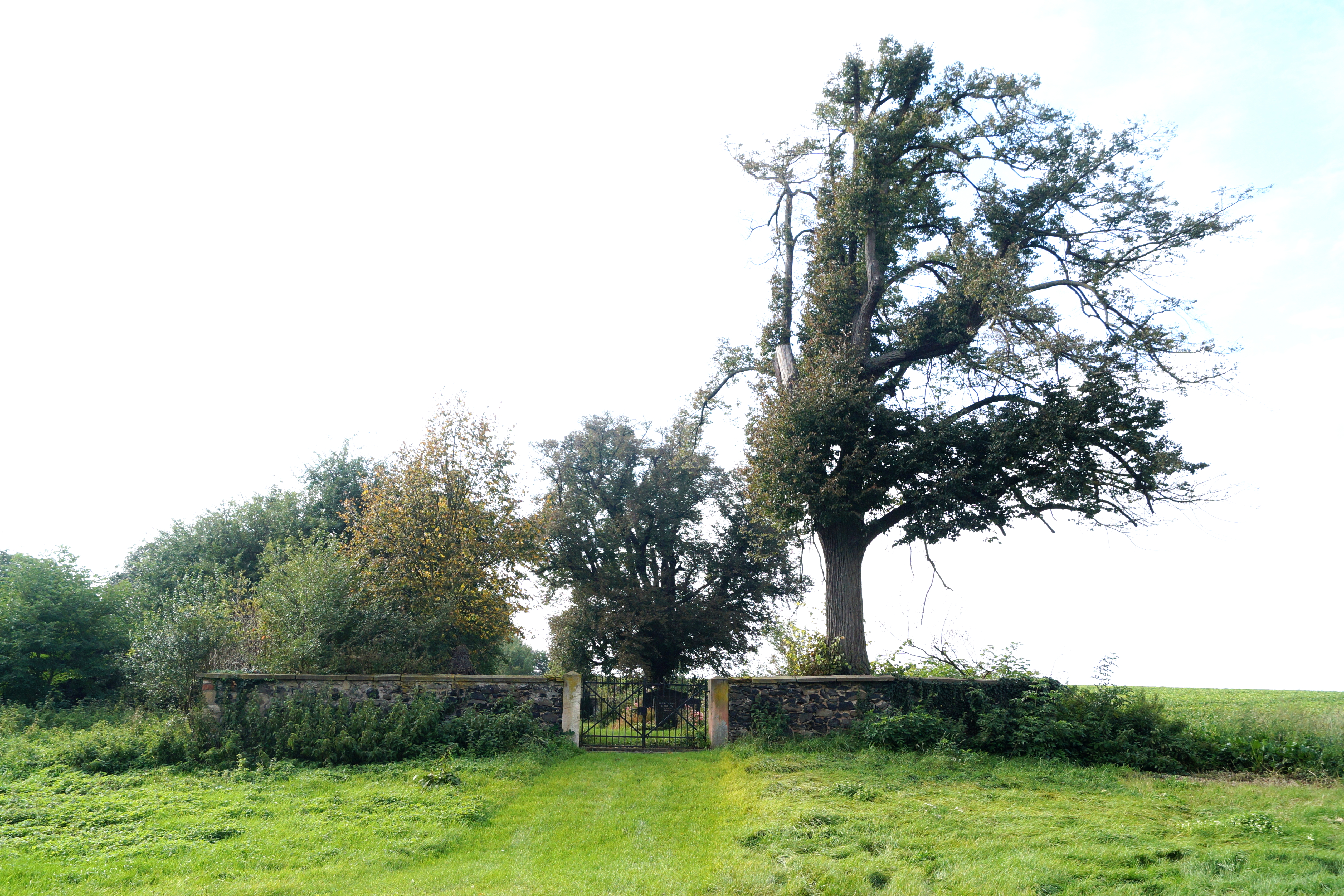
Wickstädter Friedhof

## Lage
Der Ort liegt am westlichen Ufer der Nidda zwischen Assenheim und Nieder-Florstadt und damit im Naturraum 234.31 Nidda-Aue zwischen der Heldenbergener und der Friedberger Wetterau auf einer Höhe von 125 m über NHN.

## Geschichte
Wickstadt wurde im Jahr 1231 erstmals erwähnt, als Ritter Heinrich von Wickstadt, genannt Goldsteyn und seine Frau Kunigunde dem Kloster Arnsburg ihre Eigengüter schenkten. Eine weitere Urkunde aus dem gleichen Jahr berichtet von der Übertragung einer Allmendewiese an das Kloster durch die Pfarrangehörigen von Wickstadt und Sternbach. Als erster Beleg für eine Grangie des Klosters Arnsburg wird die Erwähnung eines „Magisters Konrad“ von Wickstadt angesehen, der 1253 in einer Zeugenliste zu finden ist.
Wickstadt blieb jahrhundertelang im Besitz des Klosters und bildete nach der Reformation eine katholische Enklave in der Wetterau. Die Kirche war ursprünglich eine Filialkirche der benachbarten Sternbacher Kirche. Mit dem Reichsdeputationshauptschluss erhielt Solms-Rödelheim 1803 als Entschädigung für die verlorene linksrheinische Herrschaft Kratz von Scharfenstein unter anderem das Kloster Arnsburg und damit Dorf und Klosterhof Wickstadt. Mit dem Ende des Alten Reichs kam Wickstadt 1806 an das Großherzogtum Hessen, Provinz Oberhessen. Der ehemalige Klosterhof blieb als Gut im Besitz der Grafen von Solms-Rödelheim-Assenheim, die ihn bis heute als Domäne führen. Neben dem Gut bestanden 1803 noch 11 Bauernstellen im Dorf. Diese bewirtschafteten 1600 der 2800 Morgen des Ortes, 200 Morgen umfasste der Klosterhof. Die Bauern waren jedoch nicht Eigentümer des Landes, sondern hatten dies vom Kloster in Verträgen erhalten, die – vergleichbar der preußischen Lasswirtschaft – nur so lange galten, „wie es seiner Hochwürden und dero rechtmäßigen Nachfolgern gefällig sein werde“. 1816 wurden diese Verträge von Solms-Rödelheim gekündigt oder in Zeitpachtverträge umgewandelt. Damit setzte sich Solms-Rödelheim in den Besitz umfangreichen Grundbesitzes im Ort.
Gemäß der hessischen Gemeindeordnung von 1821 sollten Orte unter 400 Einwohnern wie Wickstadt mit Nachbarorten zusammengelegt werden und gemeinsam einen Gemeinderat wählen. Wahlberechtigt waren nur steuerzahlende Grundbesitzer. In Wickstadt gab es nur einen steuerzahlenden Grundbesitzer, den Grafen. Es wurde daher keine Gemeinde gebildet, sondern der Ort als „gemarkungsfreier Wohnplatz“ unter der Verwaltung des Grafen erklärt, was dem Status eines Gutsbezirks in anderen Ländern entspricht.
Am 1. April 1957 wurde Wickstadt mit damals 160 Einwohnern zur Stadt Assenheim eingemeindet, mit dem es 1970 an die Stadt Niddatal kam.

## Kulturdenkmäler
Die geschützte Gesamtanlage Wickstadt gruppiert sich nördlich des ehemaligen Klosterhofes um die Kirche St. Nikolaus und den Pfortenturm. Die Höfe und Gesindehäuser waren ehemals von einem Graben umgeben, der von der Nidda abgeleitet wurde und heute verschwunden ist. Weitere ehemals zugehörige Teile bestanden in einer Wassermühle an der Nidda sowie einer barocken, dreibogigen Bruchsteinbrücke über den Fluss, die dem Abriss zum Opfer fielen.

### Hofgut Wickstadt
Der ehemalige Klosterhof bildet eine geschlossene Einheit am südlichen Ende der Ortschaft. An der südlichen Schmalseite befindet sich das zweigeschossige Herrenhaus von 1792 mit Mansarddach. Die gerundeten Eckpavillons betonen den H-förmigen Grundriss. Die übrigen Wirtschaftsgebäude aus dem 18. Jahrhundert bilden einen Hof, der dem Herrenhaus axial vorgelagert ist. Südwestlich schließt sich ein größerer Garten an, wo das Gelände von einer Bruchsteinmauer umgeben ist.

### Katholische Pfarrkirche St. Nikolaus
Ursprünglich eine Filialkirche des benachbarten Sternbach, handelt es sich bei der heutigen Kirche um einen barocken Saalbau mit dreiseitig abgeschlossenem Chor. Eine Inschrift auf dem Westportal datiert die Erbauung auf das Jahr 1707. Über dem Portal befindet sich eine Statue des Kirchenpatrons St. Nikolaus. Nennenswerte Teile der Innenausstattung sind der Hochaltar, zwei Seitenaltäre aus der ersten Hälfte des 18. Jahrhunderts und die Orgel von 1759.

### Sogenannter Pfortenturm – Turmspeicher
Am westlichen Rand der Siedlung befindet sich der Turmspeicher aus dem 15. Jahrhundert. Das wehrhafte Speichergebäude besitzt zwei massive Sockelgeschosse und darüber zwei bemerkenswert gestaltete Fachwerk-Obergeschosse, die jedoch inzwischen mit Holz verkleidet sind.

### Friedhof
Der Friedhof westlich der Siedlung ersetzte vermutlich im 19. Jahrhundert den Wickstädter Kirchhof als Begräbnisplatz. Die heute vorhandenen Gräber stammen aber alle aus dem 20. Jahrhundert. Ein aufgestelltes Kruzifix weist das Jahr 1725 als Inschrift auf. Als Sachgesamtheit ist auch der Friedhof ein Kulturdenkmal.